# Colin Chapman
Anthony Colin Bruce Chapman (n. 19 mai 1928, Londra, Anglia, Regatul Unit – d. 16 decembrie 1982, Norwich, Anglia, Regatul Unit) a fost fondatorul și proprietarul echipei de Formula 1 Lotus, fiind recunoscut drept unul dintre cei mai importanți inovatori din istoria acestui sport.